# 7352 Hypsenor
A 7352 Hypsenor (ideiglenes jelöléssel (7352) 1994 CO) egy kisbolygó a Naprendszerben. Ueda Szeidzsi és Kaneda Hirosi fedezte fel 1994. február 4-én.